# Adromischus
Adromischus (pronunciat Adromiskus) és un gènere de fàcil propagació amb fulles suculentes amb 79 espècies descrites i d'aquestes, només 28 acceptades, pertanyent a la família Crassulaceae. Són endèmiques del sud d'Àfrica.

## Descripció
Són plantes suculentes que creixen en mates nanes, les fulles són molt carnoses i poden tenir una forma rodona, cuneïforme o plana, exposades al sol prenen una coloració clapejada. Les flors apareixen al centre de la planta amb la forma d'una espiga.

## Taxonomia
El gènere va ser descrit per Charles Lemaire i publicat a Jard. Fleur. 2 Misc.: 59. 1852. L'espècie tipus és: Adromischus hemisphaericus Lem.
Etimologia

Adromischus: nom genèric que deriva de les paraules gregues: adro = "gruixut" i mischus = "tija".

## Espècies
Les espècies d'Adromischus es divideixen en 5 seccions, en funció de les seves característiques comunes i relacions:

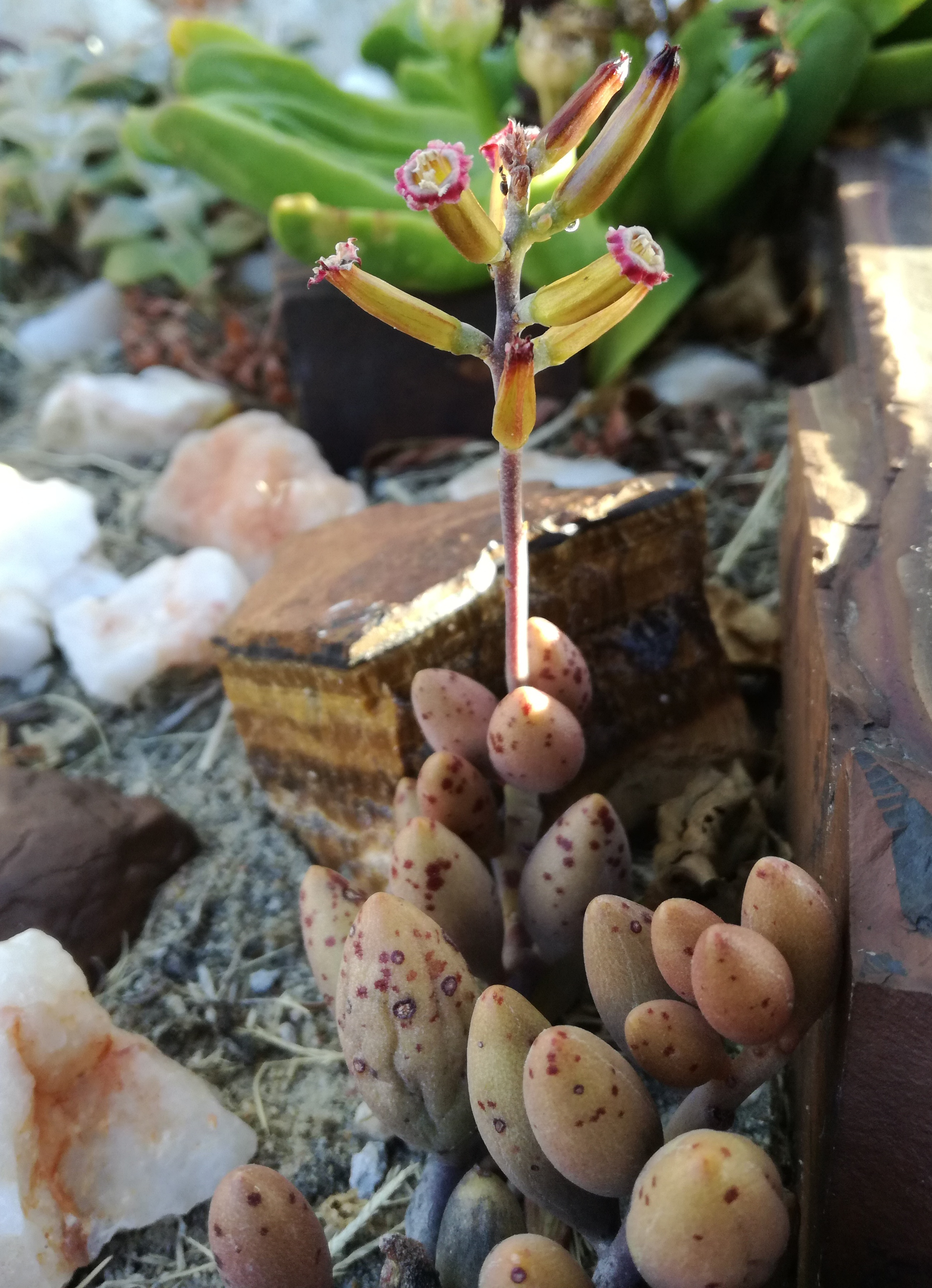
Flors de la secció 1

Secció 1 (Adromischus) Jacobsen, Kakteen 17:189 (1966); & Sukk. Lex 27 (1966); Tölken, Bothalia 12: 384 (1978)
Flors tubulars d'un verd brillant, amb lòbuls recorbats, triangulars, curts i amples. Les anteres sobresurten del tub de la flor. Originàries principalment de les regions de pluges hivernals a l'oest de Sud-àfrica.
- Adromischus alstonii
- Adromischus hemisphaericus
- Adromischus roaneanus
- Adromischus liebenbergii
  - Adromischus liebenbergii subsp. liebenbergii
  - Adromischus liebenbergii subsp. orientalis
- Adromischus bicolor
- Adromischus filicaulis
  - Adromischus filicaulis subsp. filicaulis
  - Adromischus filicaulis subsp. marlothii
- Adromischus montium-klinghardtii
- Adromischus subdistichus

Secció 2 (Boreali) Tölken, Bothalia 12: 385 (1978)
Flors tubulars ranurades, amb lòbuls recorbats i ovats-triangulars que tenen els marges ondulats. Les anteres sobresurten del tub de la flor. Originàries de l'interior àrid de pluges estiuenques de Sud-àfrica.
- Adromischus schuldtianus
  - Adromischus schuldtianus subsp. schuldtianus
  - Adromischus schuldtianus subsp. juttae
  - Adromischus schuldtianus subsp. brandbergensis
- Adromischus trigynus
- Adromischus umbraticola
  - Adromischus umbraticola subsp. umbraticola
  - Adromischus umbraticola subsp. ramosus

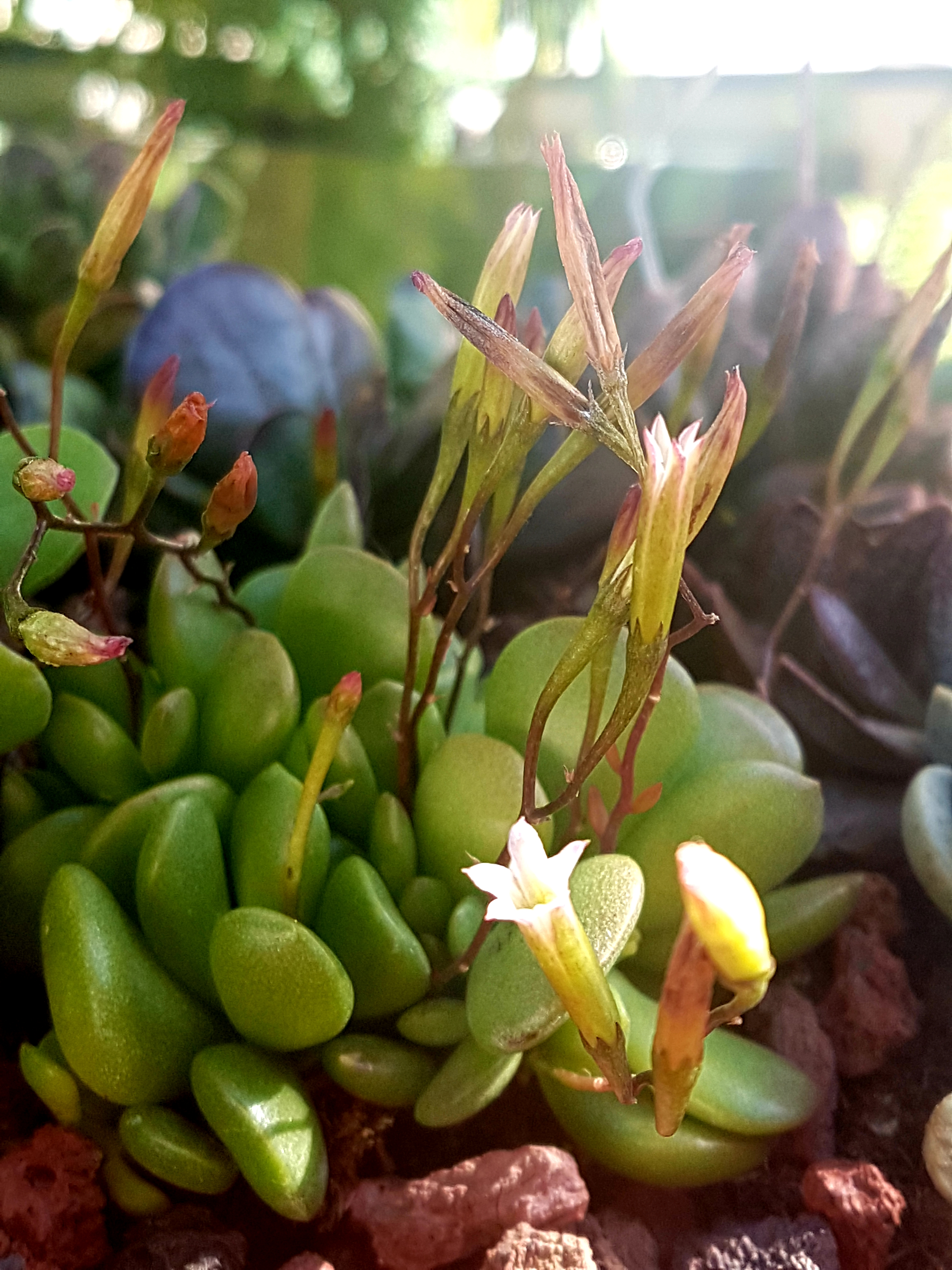
Flors de la secció 3

Secció 3 (Brevipedunculati) von Poellnitz, Fedde's Rep. Spec. nov. Regni veg. 48:89 (1940) in part; Tölken, 12: 386 (1978).
Flors amb forma d'embut, ranurades, amb lòbuls triangulars-punxeguts molt estesos, que neixen de llargues tiges. Inflorescències ramificades. Normalment plantes que s'escampen o estoloníferes.
- Adromischus caryophyllaceus
- Adromischus fallax
- Adromischus humilis
- Adromischus phillipsiae
- Adromischus nanus
- Adromischus diabolicus

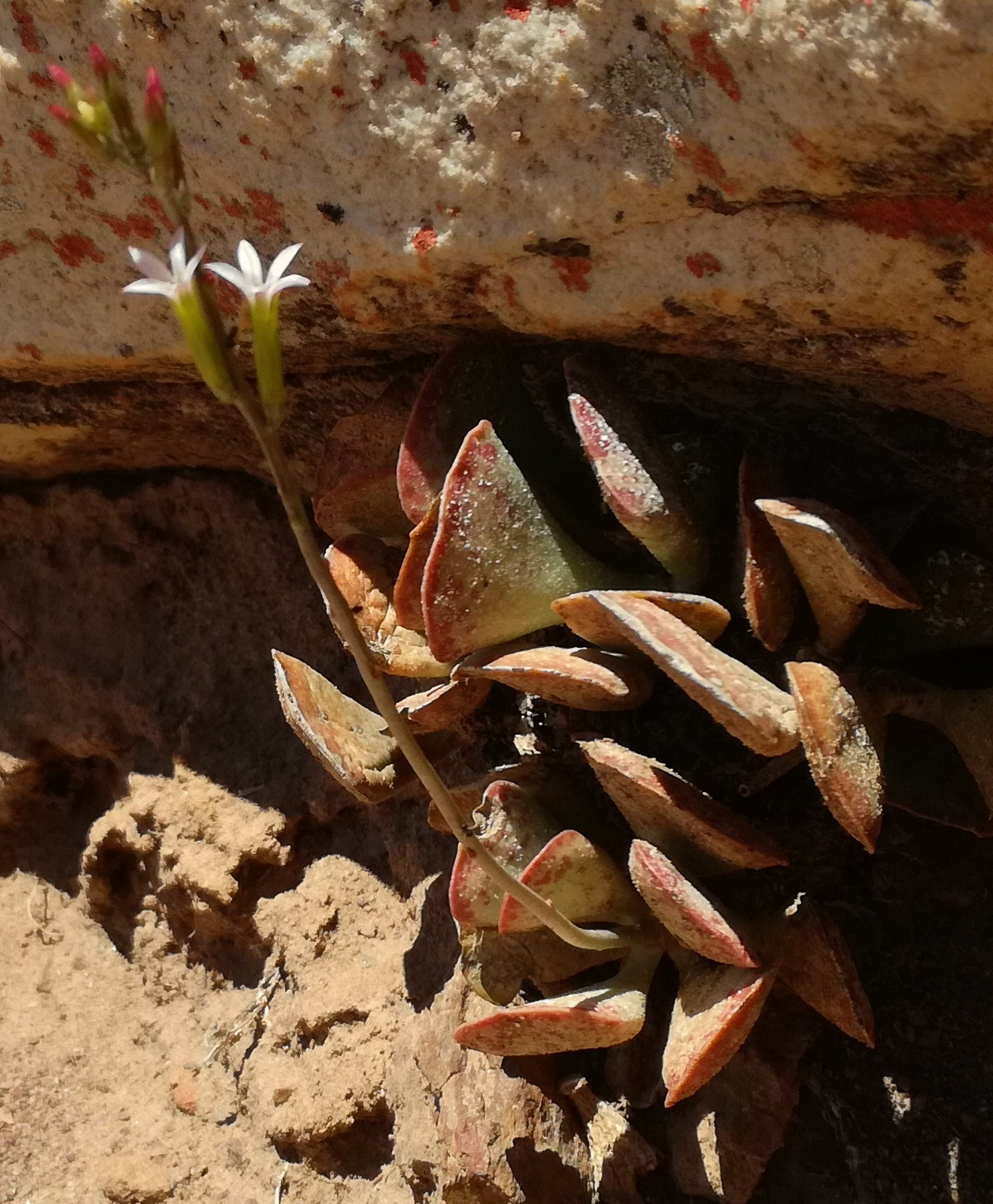
Flors de la secció 4

Secció 4 (Incisilobati) Uitewaal, Nat. Cact. Succ. J. 7: 70 (1952), in part; Tölken, Bothalia 12:388 (1978).
Flors tubulars amb lòbuls triangular-lanceolats allargats. Plantes amb tiges verticals compactes i curtes.
- Adromischus maximus
- Adromischus sphenophyllus
- Adromischus maculatus
- Adromischus inamoenus
- Adromischus triflorus
- Adromischus mammillaris

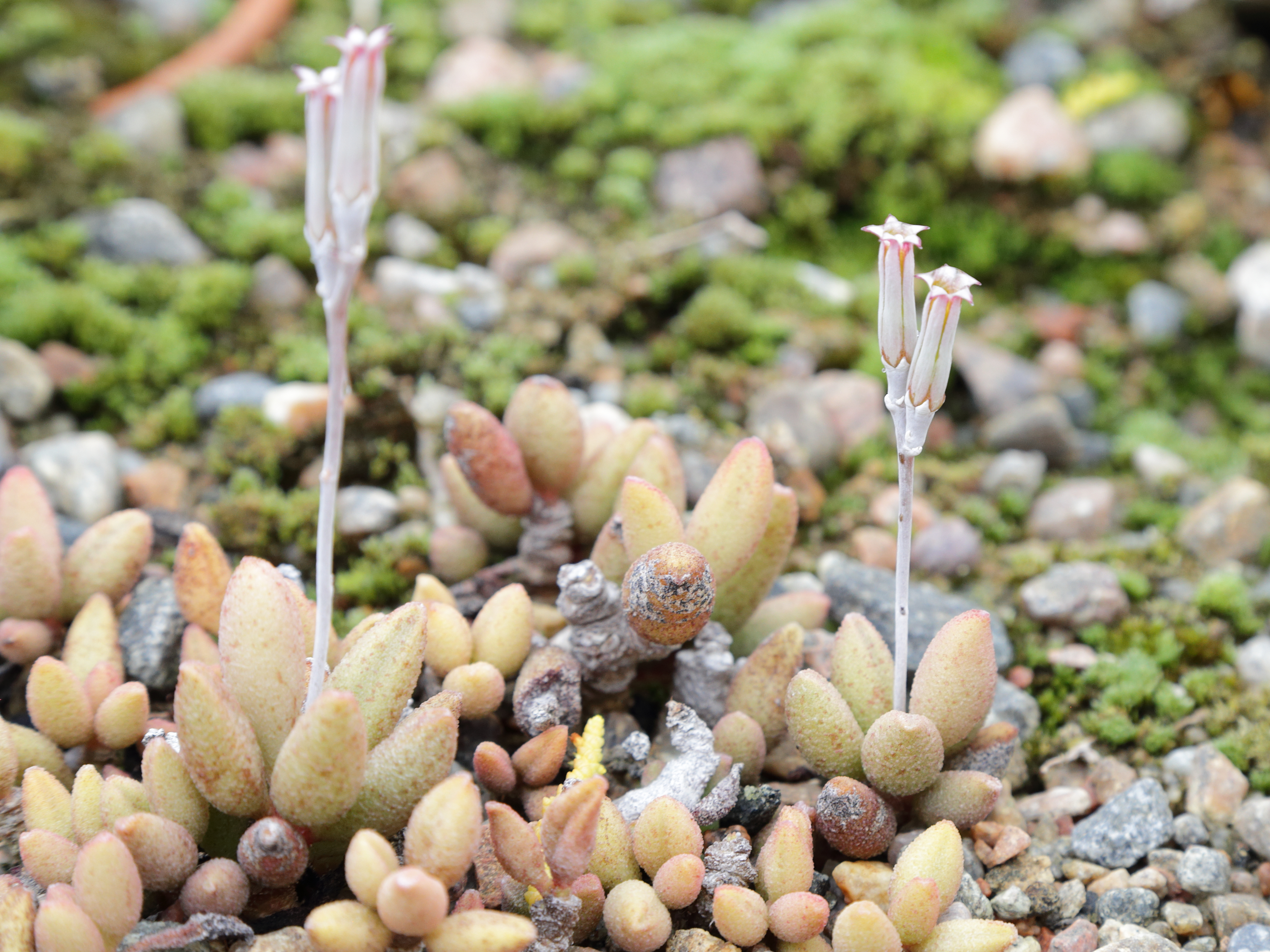
Flors de la secció 5

Secció 5 (Longipedunculati) von Poellnitz, Fedde's Rep. Spec. nov. Regni veg. 48:89, 95 (1940) Tölken, Bothalia 12:389 (1978).
Inflorescència pàl·lida o pubescent amb lòbuls triangular-lanceolats allargats.
- Adromischus cooperi
- Adromischus cristatus
  - Adromischus cristatus (tipus)
  - Adromischus cristatus var. clavifolius
  - Adromischus cristatus var. mzimvubuensis
  - Adromischus cristatus var. schonlandii
  - Adromischus cristatus var. zeyheri
- Adromischus leucophyllus
- Adromischus marianae
  - Adromischus marianae (tipus)
  - Adromischus marianae var. alveolatus
  - Adromischus marianae var. antidorcatum
  - Adromischus marianae var. blosianus
  - Adromischus marianae var. Bryan Makin
  - Adromischus marianae var. geyeri
  - Adromischus marianae var. halii
  - Adromischus marianae var. herrei
  - Adromischus marianae var. immaculatus
  - Adromischus marianae var. kubusensis
  - Adromischus marianae var. little spheroid
  - Adromischus marianae var. multicolor
  - Adromischus marianae var. tanqua
- Adromischus subviridis

Els espècimens anomenats Adromischus oviforme són de fet Adromischus filicaulis subsp. marlothii; l'Adromischus oviforme no existeix.

## Galeria d'espècies

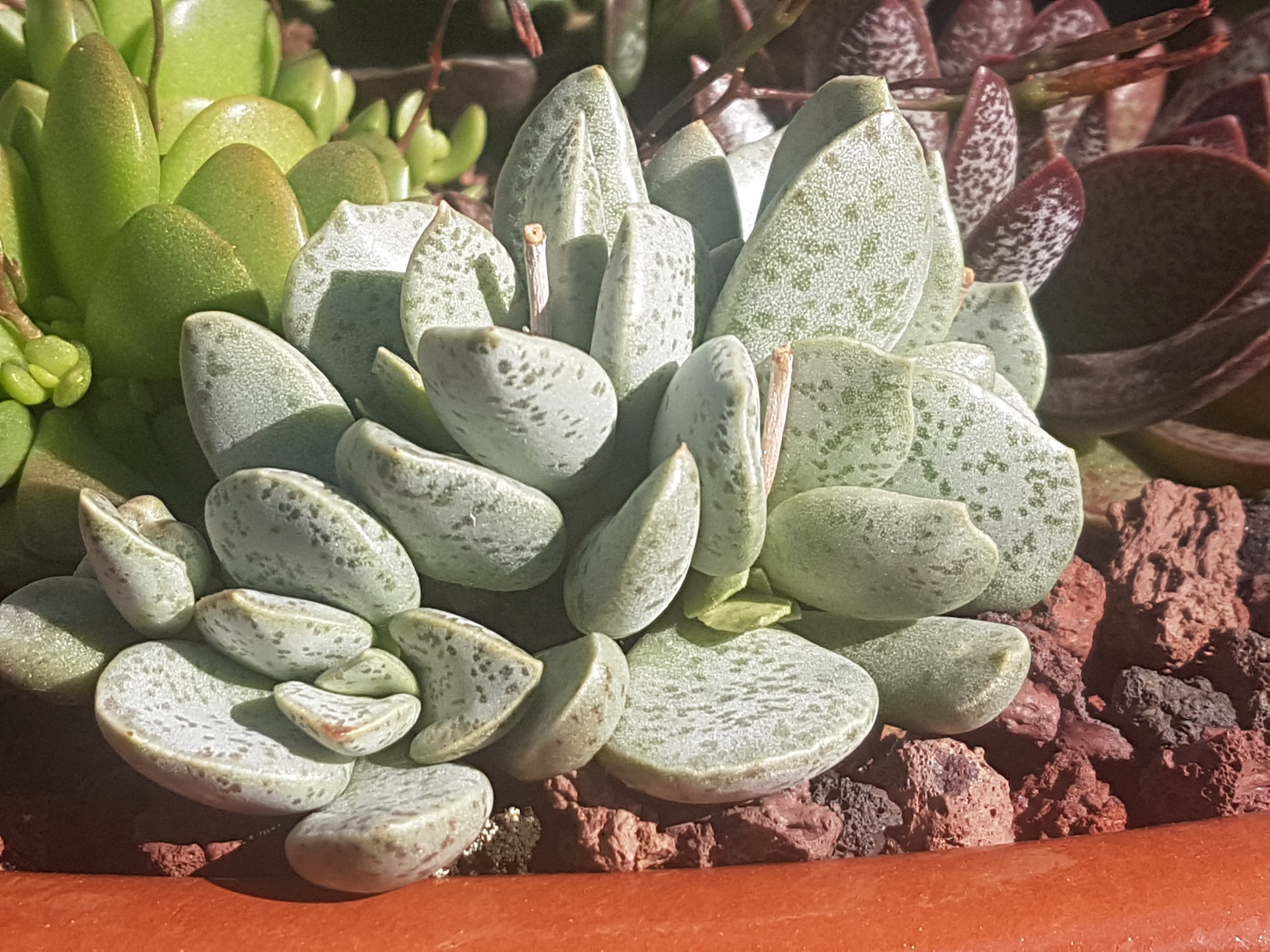
A. alstonii
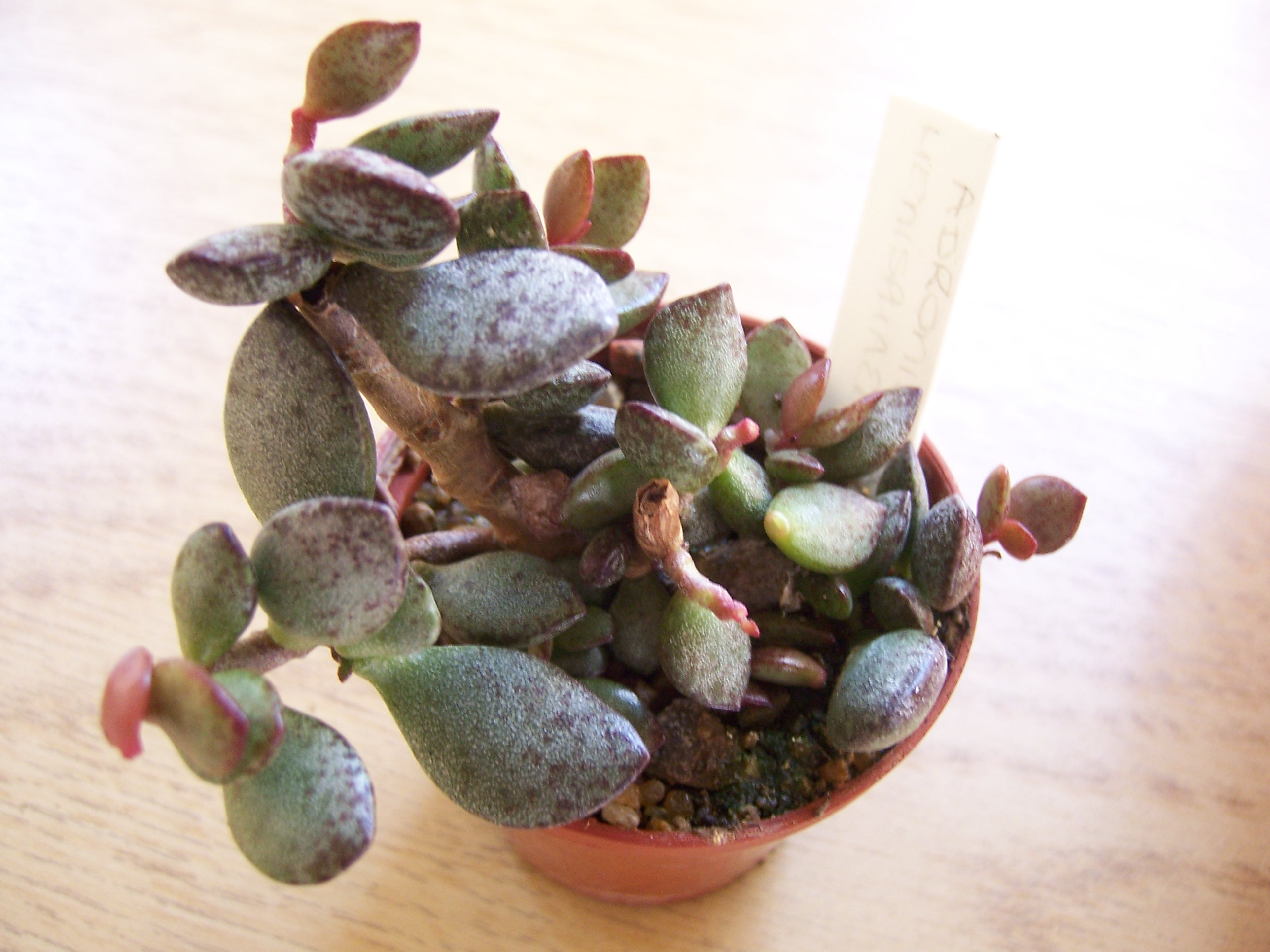
A. hemisphaericus
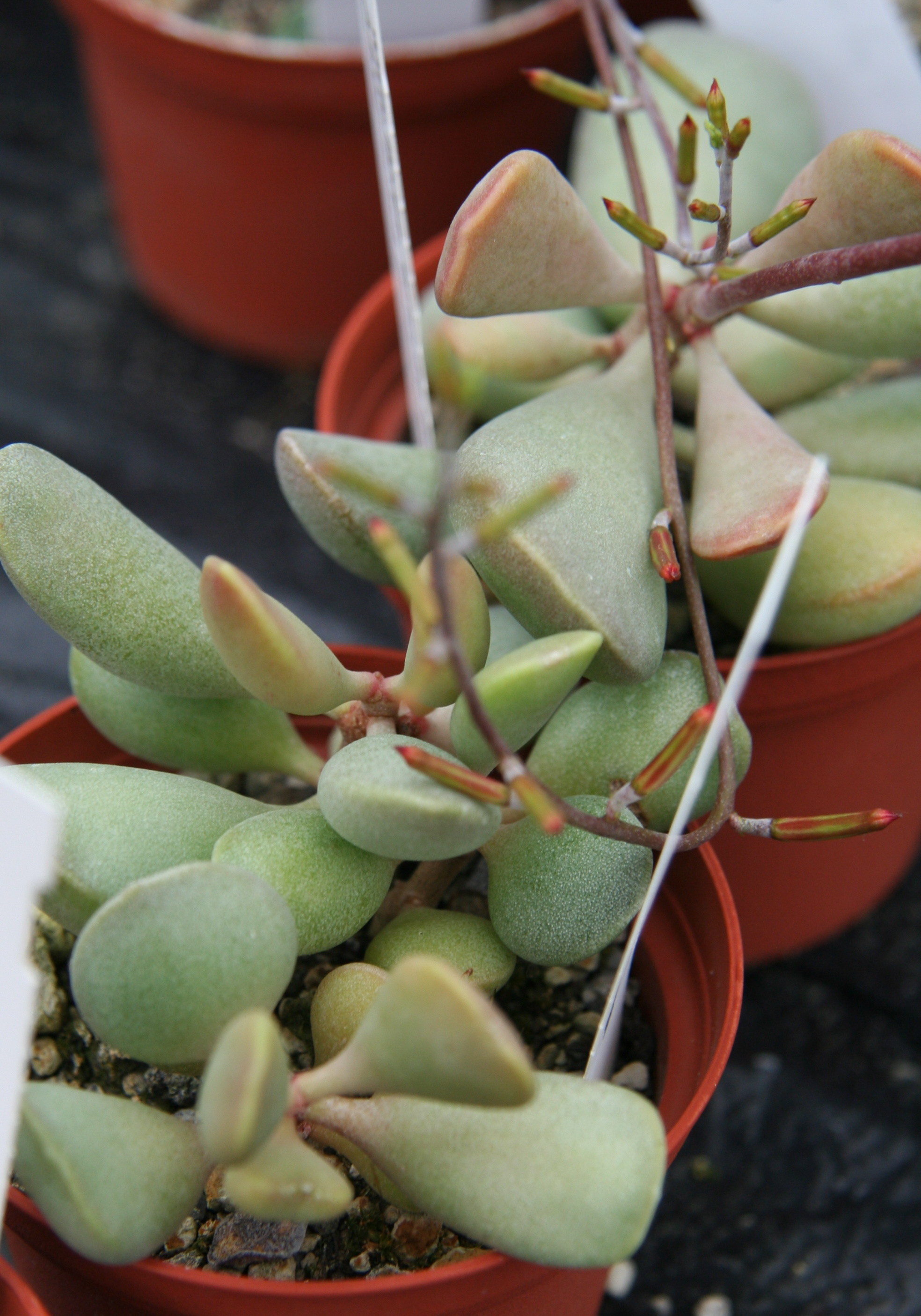
A. liebenbergii
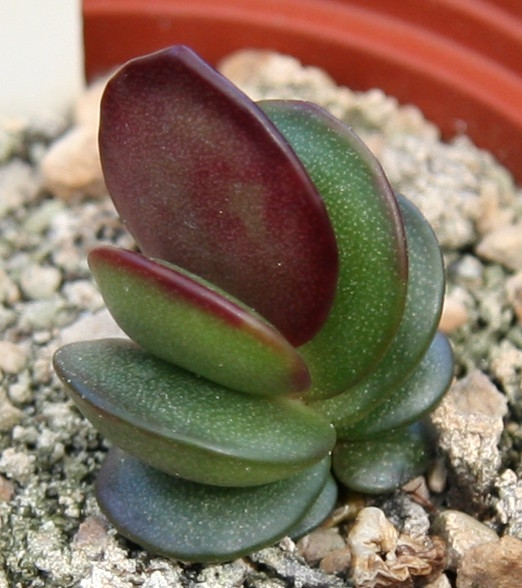
A. subdistichus
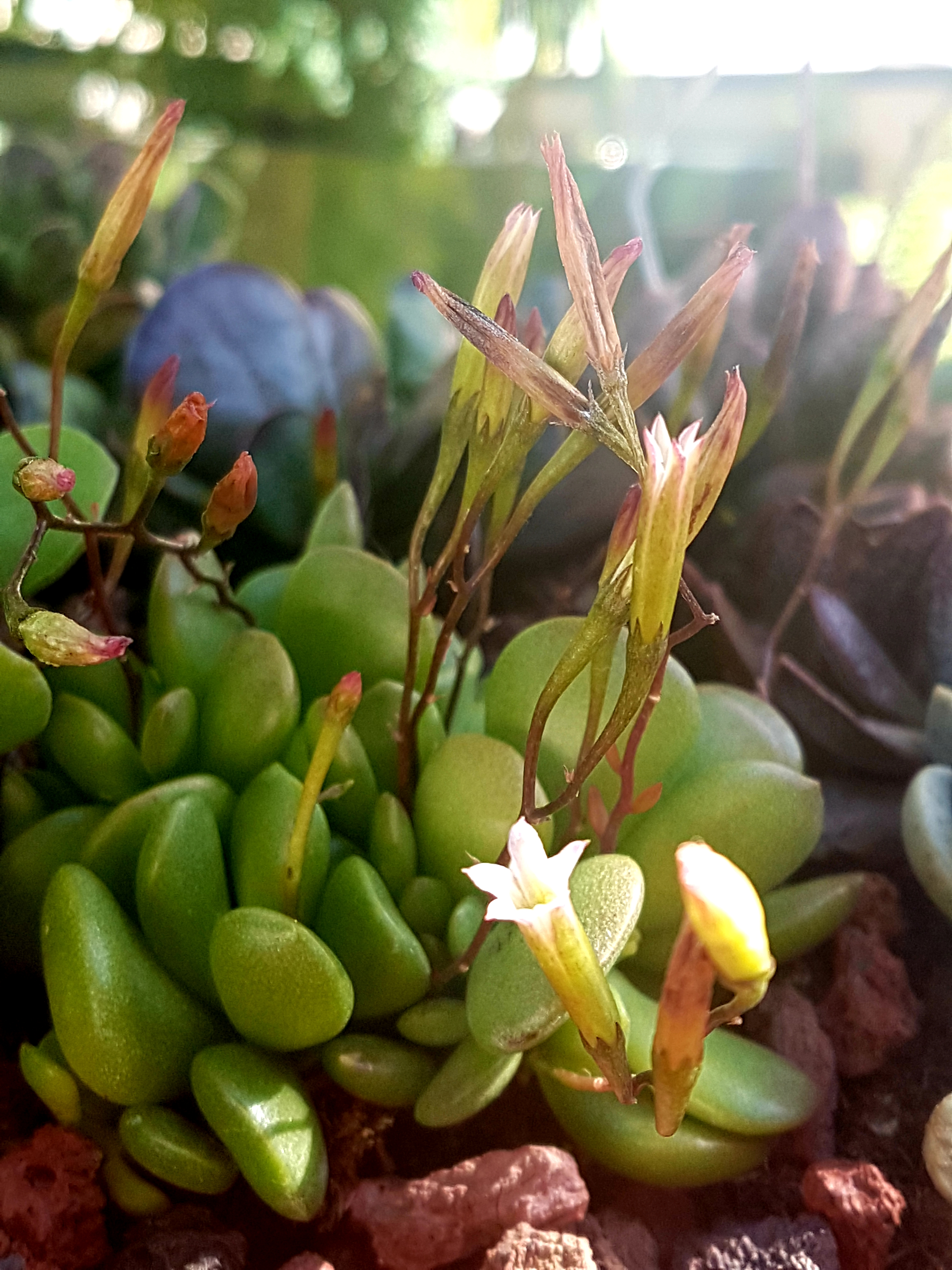
A. nanus
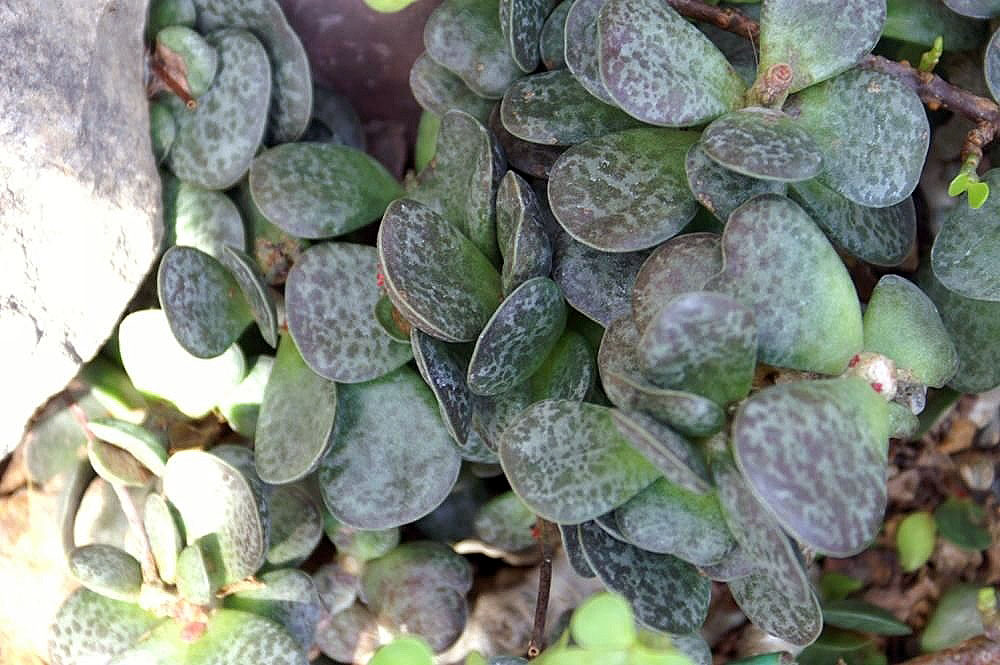
A. maculatus
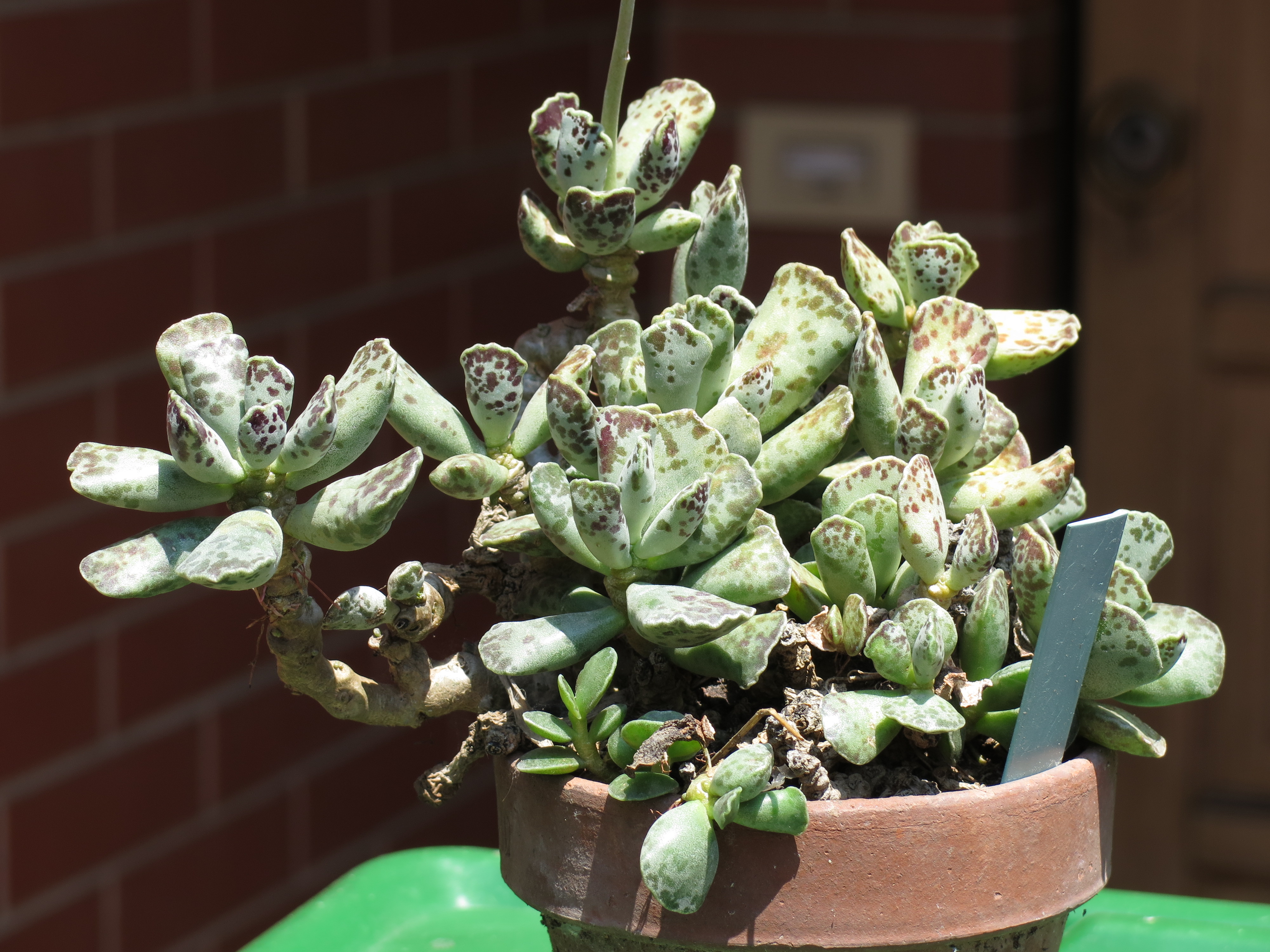
A. cooperi
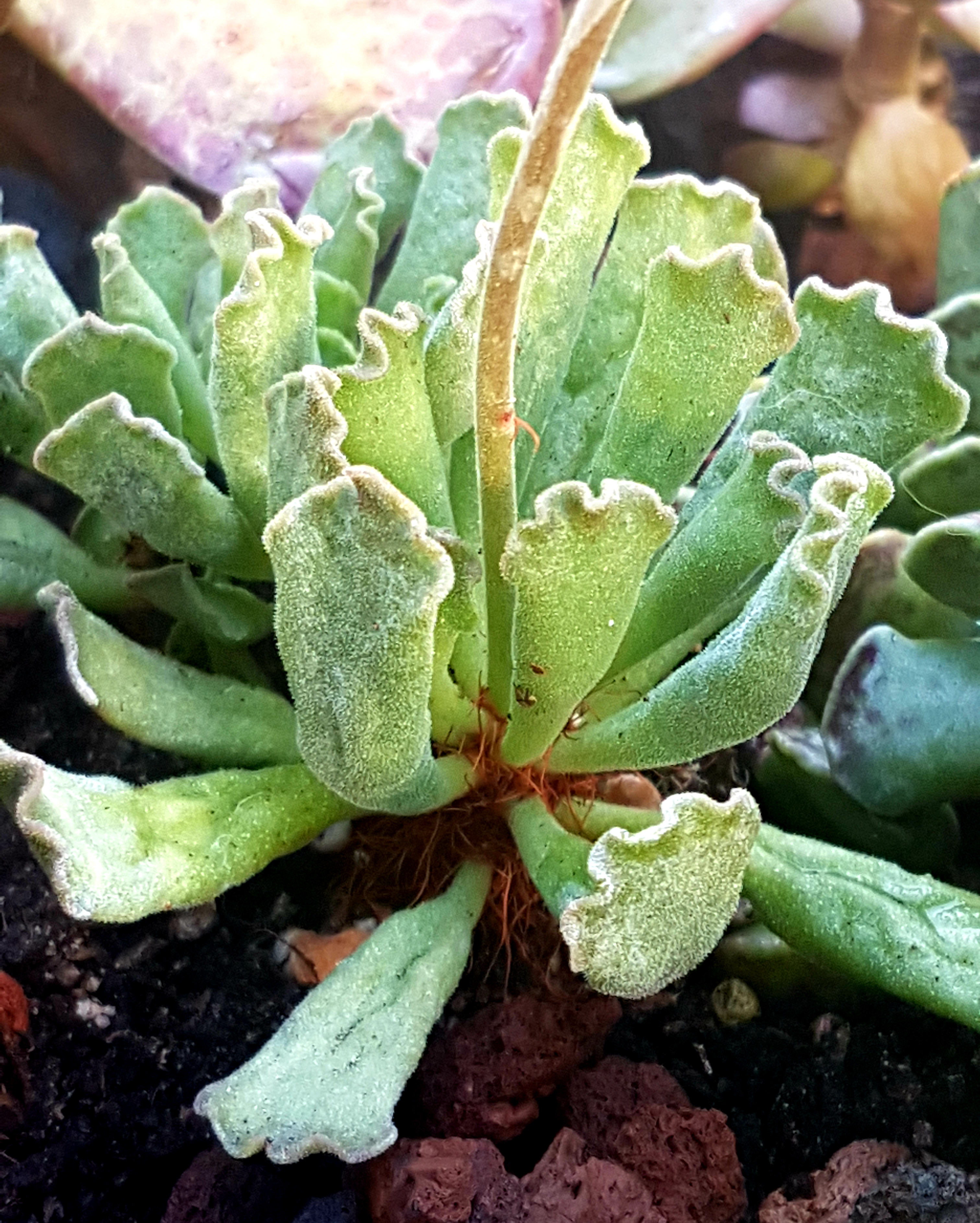
A. cristatus
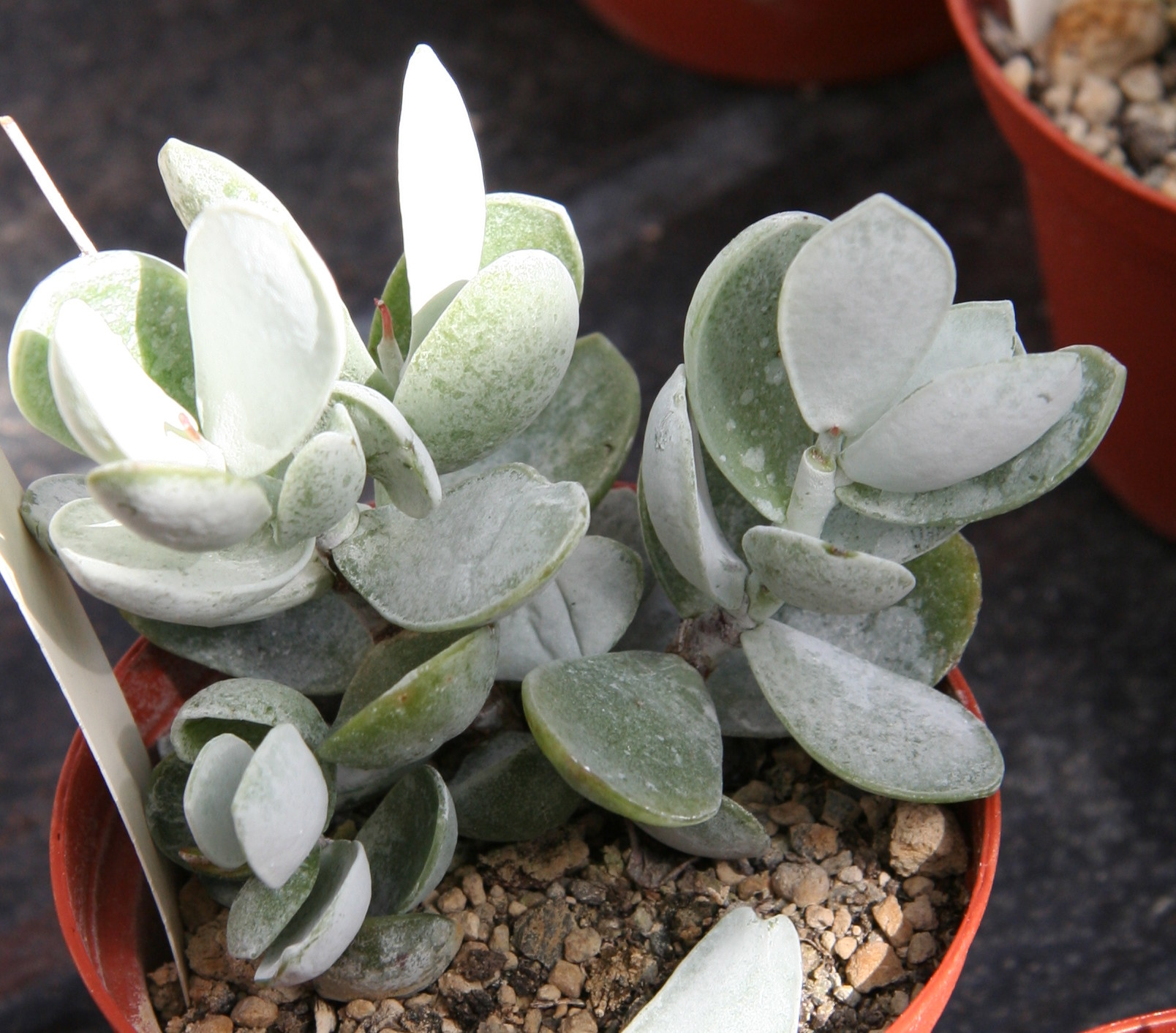
A. leucophyllus
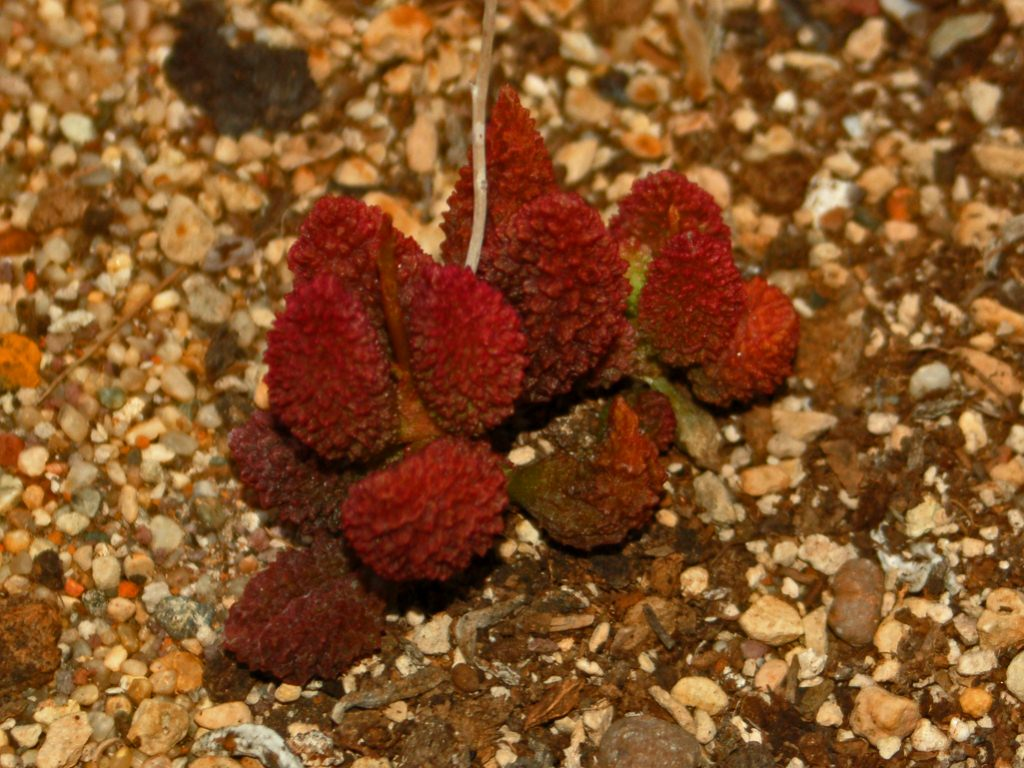
A. marianae